# Batería de níquel-litio
La batería de níquel-litio, también conocido como batería Ni-Li, es una batería recargable experimental que utiliza un cátodo de hidróxido de níquel y un ánodo de litio.  Los dos metales normalmente no pueden ser utilizados juntos en una batería, ya que no hay electrolitos compatibles con ambos.  El diseño LISICON utiliza una capa de vidrio poroso para separar dos electrolitos en contacto con cada metal.  La batería está previsto que contenga más de tres veces y media más energía por kg que las baterías de iones de litio  y que sea más segura.  Sin embargo, la batería será compleja de fabricar y tiene problemas de durabilidad que aún no se han resuelto.